# NGC 1934
NGC 1934 је емисиона маглина у сазвежђу Златна риба која се налази на NGC листи објеката дубоког неба.
Деклинација објекта је - 67° 54' 54" а ректасцензија 5h 21m 54,0s. Привидна величина (магнитуда) објекта NGC 1934 износи 10,1. NGC 1934 је још познат и под ознакама ESO 56-SC109.